# 12235 Imranakperov
12235 Imranakperov este un asteroid din centura principală de asteroizi.

## Descriere
12235 Imranakperov este un asteroid din centura principală de asteroizi. A fost descoperit pe 9 septembrie 1986 la Observatorul de Astrofizică din Crimeea de Liudmila Karacikina. Asteroidul prezintă o orbită caracterizată de o semiaxă mare de 3,20 ua, o excentricitate de 0,11 și o înclinație de 14,7° în raport cu ecliptica.